# محمد الطوخي (مبتهل)
الشيخ محمد الطوخي (1922 - 6 مارس 2009)، مقرئ للقران الكريم و مبتهل ومنشد ديني من مواليد قرية سنتريس مركز أشمون، بمحافظة المنوفية.

## مولده ونشأته
وُلد الشيخ محمد الطوخي في قرية سنتريس، مركز أشمون، بمحافظة المنوفية، عام 1922م. حفظ القرآن الكريم، ثم التحق بالازهر الشريف عام 1932م، ثم حصل على شهادة عالية علم القراءات. حصل علي العالمية من الازهر الشريف التي تعادل الدكتوراه حاليا و لازم الشيخ مرسي الحريري، واتقن على يده ضرب العود، عين عضوا و مدير لمعهد الموسيقي فترة قصيرة كما انه أتقن كذلك قواعد اللغة العربية، وإلقاء القصائد الشعرية.. فجمع بين الابتهالات والإنشاد الديني وقراءة القرآن والمأذونية الشرعية.

## اعتماده بالإذاعة
بعد اعتماده بالإذاعة سجل لها العديد من التسجيلات ونذكر منها: السيرة المحمدية، أشعار أحمد المراغي، وأداء الفنانة: كريمة مختار وسعد الغزاوي ويوسف شتا، وأخرجها كمال النجار لإذاعة الشعب، وأيضاً مجموعة من الأدعية لبرنامج «دعاء الأنبياء» الذي أخرجه فوزي خليل و انشودة ماشي بنور الله كلمات الشاعر نبيل الفكهاني و الموسيقار رضا حمدي استاذ الموسيقي في مدرسة المكفوفين و اشهر طلابه عمار الشريعي العديد من الابتهالات مثل ازدانت الدنيا بنور محمد و من لي سواك و نور علي عرش الزمان و لي فيكي يا ارض الحجاز حبيب و سعد الورى بنبينا و سبحان من عنت الوجوه و شهر الربيع علا قدرا بمولده كما انه عام 1946 أطلقت عليه الإذاعة لقب «المنشد» بعد أن سجل لها بعض التواشيح و إيضا لقب برجل المناجاه و و كروان الاذاعة كما طبع علي الاسطوانات المباعة من قبل شركة صوت القاهرة . تسجيل القران الكريم كامل مجود و مرتل لعده شركات ابرزهم صوت القاهرة للصوتيات و المرئيات 

## زياراته خارج البلاد
زار الشيخ محمد الطوخي العديد من الدول، وسجل لها مجموعة من التسجيلات نذكر منها الأردن والعراق وسوريا وماليزيا وباكستان وإيران وقطر وأوغندا ونيجيريا المملكة المغربية و اوغندا غانا غينيا النمسا انجلترا الكويت و باكستان و تونس و الدنمارك و البرتغال و نيجيريا و اندونسيا و السويد وعمان و الجزائر و الامارات و فلسطين و السعودية و اليمن و البحرين 

## القارئ والمأذون
عُين الشيخ محمد الطوخي قارئا بمسجد السلطان ابوالعلا، عام 1943م، بالإضافة لعمله كمأذون شرعي لحي بولاق.

## تكريمه
نال الشيخ محمد الطوخي العديد من الاوسمة والنياشين من الرئيس المصري انور السادات والملك الحسن ملك المغرب و السلطان قابوس سلطان عمان و الملك الحسين ملك الاردن و الامير خليفة بن حمد امير قطر و الامير صباح سالم امير الكويت و الرئيس عيدي امين رئيس اوغندا و الرئيس عبد الله السلال دولة اليمن و سلطان جماعة البهرة بالهند .. كما شارك في لجان تحكيم مسابقات القرآن الكريم في عدة دول.منها ( الأردن والعراق وسوريا وماليزيا وباكستان وإيران وقطر وأوغندا ونيجيريا المملكة المغربية و اوغندا غانا غينيا النمسا انجلترا الكويت و باكستان و تونس و الدنمارك و البرتغال و نيجيريا و اندونسيا و السويد وعمان و الجزائر و الامارات و فلسطين و السعودية و اليمن و البحرين ) كما كرمته اهالي منطقة عين شمس عام 1985م في مسجد محمد أغا عندما لبي الدعوة في الاحتفال بمولد النبي ﷺ مع مجموعة من شيوخ الأزهر وبتلبية من أهل المنطقة لسماع تلاوته العطرة.

## وفاته
توفى عن عمر 87 عاماً الجمعة الموافق 6 مارس 2009م، ودُفن السبت الموافق 7 مارس 2009م.

## تلاوات وابتهالات
- - تراثه كاملاً مِن الابتهالات والتواشيح الدينية
  - تراثه النادر مِن التلاوات القرآنية
  - فيديوهات قرآنية نـادرة